# Деде из Антверпена
«Деде из Антверпена» (фр. Dédée d'Anvers) — фильм режиссёра Ива Аллегре, снятый французской кинокомпанией «Films Sacha Gordine» в 1948 году.

## Сюжет
Деде является проституткой, работающей в гавани Антверпена в пансионе «Большая луна», владельцем которого является Рене. Сутенёр Деде, портье Марко, делает её жизнь чрезвычайно несчастной. Так происходит до тех пор, пока Деде не встречает мужчину своей мечты, старого знакомого Рене, капитана Франческо. Рене вышвыривает Марко вон и помогает возлюбленным уехать вместе, однако Марко, для которого Деде была единственным источником дохода, хватается за бутылку и пистолет.  

## В ролях
- Бернар Блие — Рене
- Симона Синьоре — Деде
- Марчелло Пальеро — Франческо
- Марсель Далио — Марко

## Критика
Киновед Пьер Лепроон сравнивал фильм с работами в жанре поэтического реализма (Марсель Карне, Жан Ренуар, Жюльен Дювивье и некоторые др.): «Тот же болезненный интерес к униженному человеку, который стремится к счастью и не способен его достичь. Но искусство переосмысляет, смещает эту тему отчаяния и эту реалистическую обстановку и рисует нам людей и вещи в какой-то дымке, которая их преображает, вырывает из грязи и превращает в героев новой мифологии».

## Награды и номинации
Номинация Золотой лев на Венецианском кинофестивале в 1948 году.